# Hypospilina bifrons
Hypospilina bifrons är en svampart som först beskrevs av Augustin Pyrame de Candolle, och fick sitt nu gällande namn av Giovanni Battista Traverso 1913. Enligt Catalogue of Life ingår Hypospilina bifrons i släktet Hypospilina, ordningen Diaporthales, klassen Sordariomycetes, divisionen sporsäcksvampar och riket svampar, men enligt Dyntaxa är tillhörigheten istället släktet Hypospilina, familjen Valsaceae, ordningen Diaporthales, klassen Sordariomycetes, divisionen sporsäcksvampar och riket svampar. Arten är reproducerande i Sverige. Inga underarter finns listade i Catalogue of Life.